# 鯨岡 (石岡市)
鯨岡（くじらおか）は、茨城県石岡市の大字。2017年8月1日現在の人口は272人。郵便番号315-0163。

## 地理
北から東は宇治会、南東は柿岡、南は小屋、西は小山田、北西は龍明に隣接している。

## 小字
小字は以下の通り。
- アカボツケ
- アコタ
- イシザキ
- イシダ
- イシノシタ
- イシノダイ
- イツポンマツ
- イナリメ
- イリ
- ウキヨウダ
- ウサギ
- エノキバシ
- オオクボ
- オオタ
- オオダムカイ
- オオツツミ
- オキムカイ
- オチアイ
- カソウチ
- カブダ
- カママエ
- カミヤマ
- カメジリ
- カヤマ
- クリヤマ
- クリヤママエ
- クルマツカ
- コセキ
- サキヨウダ
- サクラジヨウ
- ザワメキ
- シノワ
- シモダ
- ジユウサンツカ
- セカバ
- タカダ
- タケノシタ
- タニノシタ
- ダイ
- ダイサク
- ダイブツ
- ツカオコシ
- ツカダ
- ツチトリ
- テラマエ
- トヨダ
- ドウウチ
- ドウハン
- ドウメ
- ナカジマ
- ナカツボ
- ナカミネ
- ナガタ
- ネダ
- ネマワリ
- ハサマ
- ハタケガサキ
- バンジヨウダイ
- ヒガシ
- ヒガシツボ
- ヒガシマエ
- フカダ
- フクチボ
- フジヤマ
- フタマタ
- ホソダ
- ホソダウチ
- ホソダムカイ
- ボウズ
- ミズオシ
- ミズズメ
- ミチウチ
- ミナミカワ
- ミノワ
- ミヤクボ
- ミカイセカバ
- ムカイダ
- ムカイハラ
- ムラコ
- メカフト
- ヤエウシロ
- ヤザキ
- ヤザキワシタ
- ヤマエ
- ヨコタ
- リンマチ

## 歴史
江戸期は鯨岡村（くじらおかむら）であり、常陸国新治郡のうち。元禄年間・幕末期ともに旗本池田氏知行。村高は、「元禄郷帳」403石余、「天保郷帳」535石余、「旧高薄」403石余。天保14年の家数20（八郷町誌）。「新編常陸」によれば、正保年間～元禄年間に小山田村を分村といい、真言宗東光院がある。寺院はほかには曹洞宗照岩寺（八郷町誌）。明治8年茨城県、同11年新治郡に所属。明治22年葦穂村の大字となる。

### 年表
- 1875年（明治8年） - 茨城県に所属。
- 1878年（明治11年） - 新治郡に所属。
- 1889年（明治22年）4月1日 - 葦穂村大字鯨岡となる。
  - 町村制施行し上曽村、小屋村、小倉村、吉生村、小山田村、鯨岡村、狢内村が合併し葦穂村が発足。
- 1955年（昭和30年）1月1日 - 八郷町鯨岡となる。
  - 柿岡町・林村・園部村・瓦会村・恋瀬村・葦穂村・小幡村・小桜村が合併して八郷町が発足。
- 2005年（平成17年）10月1日 - 石岡市鯨岡となる。
  - 石岡市と八郷町が合併し石岡市が発足。石岡市鯨岡となる。

## 世帯数と人口
2017年（平成29年）8月1日現在の世帯数と人口は以下の通りである。
| 大字 | 世帯数 | 人口  |
| ---- | ------ | ----- |
| 鯨岡 | 86世帯 | 272人 |

## 施設
- 鯨岡集落センター
- 鯨岡土地改良区第二機場
- 照岩寺